# Mistrzostwa Europy w Kajakarstwie 2002
15. Mistrzostwa Europy w kajakarstwie odbyły się w 2002 w Segedynie.
Rozegrano 18 konkurencji męskich i 9 kobiecych. Mężczyźni startowali w kanadyjkach jedynkach (C-1), dwójkach (C-2) i czwórkach (C-4) oraz w kajakach jedynkach (K-1), dwójkach (K-2) i czwórkach (K-4), zaś kobiety w kajakach jedynkach, dwójkach i czwórkach. Liczba i rodzaj konkurencji nie zmieniły się od poprzednich mistrzostw.
Pierwsze miejsce w klasyfikacji medalowej wywalczyli reprezentanci Węgier.

## Medaliści

### Mężczyźni

#### Kanadyjki
| Konkurencja: | Złoto:                                                                          | Rezultat | Srebro:                                                                                  | Rezultat | Brąz:                                                                                   | Rezultat |
| C-1 200 m    | Maksim Opalew                                                                   | 39,904   | Andrzej Jezierski                                                                        | 40,748   | Sándor Malomsoki                                                                        | 40,988   |
| C-1 500 m    | Maksim Opalew                                                                   | 1:45,614 | Andreas Dittmer                                                                          | 1:46,826 | Martin Doktor                                                                           | 1:48,038 |
| C-1 1000 m   | Andreas Dittmer                                                                 | 3:58,103 | Maksim Opalew                                                                            | 3:58,979 | Stanimir Atanasow                                                                       | 4:00,893 |
| C-2 200 m    | Węgry · Miklós Buzál · Attila Végh                                              | 36,899   | Czechy · Petr Netušil · Petr Fuksa                                                       | 36,971   | Rumunia · Mikhail Vartolemei · Ionel Averian                                            | 37,011   |
| C-2 500 m    | Rosja · Siergiej Ulegin · Aleksandr Kostogłod                                   | 1:38,502 | Rumunia · Silviu Simioncencu · Florin Popescu                                            | 1:39,650 | Niemcy · Christian Gille · Tomasz Wylenzek                                              | 1:40,866 |
| C-2 1000 m   | Rumunia · Silviu Simioncencu · Florin Popescu                                   | 3:38,607 | Polska · Marcin Kobierski · Michał Śliwiński                                             | 3:38,727 | Rosja · Siergiej Ulegin · Aleksandr Kostogłod                                           | 3:38,859 |
| C-4 200 m    | Rosja · Roman Kruglakow · Siergiej Ulegin · Maksim Opalew · Aleksandr Kostogłod | 33,854   | Węgry · Sándor Malomsoki · Gábor Ivan · László Vasali · György Kolonics                  | 33,886   | Czechy · Petr Procházka · Petr Fuksa · Jan Břečka · Karel Kožíšek                       | 34,322   |
| C-4 500 m    | Węgry · Sándor Malomsoki · György Kozmann · Béla Belicza · Gábor Ivan           | 1:29,956 | Rosja · Roman Kruglakow · Konstantin Fomiczow · Aleksandr Artiemida · Aleksiej Wołkonski | 1:30,424 | Rumunia · Mikhail Vartolemei · Iosif Anisim · Șamil Grigore · Ionel Averian             | 1:30,640 |
| C-4 1000 m   | Węgry · Ferenc Novák · György Kozmann · Béla Belicza · Gábor Ivan               | 3:18,790 | Rumunia · Mitică Pricop · Iosif Anisim · Șamil Grigore · Ionel Averian                   | 3:20,146 | Rosja · Roman Kruglakow · Konstantin Fomiczow · Dmitrij Siergiejew · Aleksiej Wołkonski | 3:20,674 |

#### Kajaki
| Konkurencja: | Złoto:                                                                         | Rezultat | Srebro:                                                                 | Rezultat | Brąz:                                                                     | Rezultat |
| K-1 200 m    | Ronald Rauhe                                                                   | 35,201   | Vince Fehérvári                                                         | 35,441   | Romas Petrukanecas                                                        | 35,621   |
| K-1 500 m    | Ákos Vereckei                                                                  | 1:36,868 | Petyr Merkow                                                            | 1:36,924 | Jovino González                                                           | 1:37,440 |
| K-1 1000 m   | Tim Brabants                                                                   | 3:34,148 | Adam Seroczyński                                                        | 3:34,226 | Lutz Liwowski                                                             | 3:34,616 |
| K-2 200 m    | Węgry · Vince Fehérvári · Róbert Hegedűs                                       | 32,382   | Niemcy · Ronald Rauhe · Tim Wieskötter                                  | 32,546   | Polska · Marek Twardowski · Adam Wysocki                                  | 32,554   |
| K-2 500 m    | Niemcy · Ronald Rauhe · Tim Wieskötter                                         | 1:26,971 | Węgry · Zoltán Kammerer · Botond Storcz                                 | 1:27,047 | Szwecja · Markus Oscarsson · Henrik Nilsson                               | 1:27,263 |
| K-2 1000 m   | Szwecja · Markus Oscarsson · Henrik Nilsson                                    | 3:11,931 | Słowacja · Juraj Kadnár · Róbert Erban                                  | 3:13,545 | Norwegia · Eirik Verås Larsen · Nils Olav Fjeldheim                       | 3:13,665 |
| K-4 200 m    | Słowacja · Rastislav Kužel · Ladislav Belovič · Martin Chorváth · Juraj Lipták | 30,414   | Hiszpania · Manuel Muñoz · Jaime Acuña · Aike González · Oier Aizpurua  | 30,482   | Węgry · Vince Fehérvári · Róbert Hegedűs · István Beé · Gábor Horváth     | 30,518   |
| K-4 500 m    | Słowacja · Richard Riszdorfer · Michal Riszdorfer · Erik Vlček · Juraj Bača    | 1:19,650 | Węgry · Róbert Hegedűs · Zsombor Borhi · Lajos Gyökös · Roland Kökény   | 1:20,278 | Włochy · Antonio Rossi · Franco Benedini · Andrea Facchin · Luca Piemonte | 1:20,350 |
| K-4 1000 m   | Słowacja · Richard Riszdorfer · Michal Riszdorfer · Erik Vlček · Juraj Bača    | 2:51,446 | Węgry · Zoltán Kammerer · Botond Storcz · Roland Kökény · Gábor Horváth | 2:52,748 | Bułgaria · Miłko Kazanow · Iwan Christow · Petyr Merkow · Jordan Jordanow | 2:52,754 |

### Kobiety

#### Kajaki
| Konkurencja: | Złoto:                                                                             | Rezultat | Srebro:                                                                            | Rezultat | Brąz:                                                                                    | Rezultat |
| K-1 200 m    | Teresa Portela                                                                     | 40,319   | Aneta Pastuszka                                                                    | 40,563   | Rachel Train                                                                             | 41,227   |
| K-1 500 m    | Katalin Kovács                                                                     | 1:47,343 | Josefa Idem                                                                        | 1:48,703 | Elżbieta Urbańczyk                                                                       | 1:49,963 |
| K-1 1000 m   | Katalin Kovács                                                                     | 3:55,298 | Josefa Idem                                                                        | 3:57,842 | Katrin Wagner                                                                            | 3:59,432 |
| K-2 200 m    | Hiszpania · Beatriz Manchón · Sonia Molanes                                        | 37,145   | Polska · Aneta Pastuszka · Joanna Skowroń                                          | 37,529   | Rosja · Galina Porywajewa · Natalja Gulij                                                | 37,637   |
| K-2 500 m    | Polska · Aneta Pastuszka · Joanna Skowroń                                          | 1:37,987 | Węgry · Szilvia Szabó · Kinga Bóta                                                 | 1:39,087 | Hiszpania · Beatriz Manchón · Sonia Molanes                                              | 1:39,975 |
| K-2 1000 m   | Węgry · Szilvia Szabó · Kinga Bóta                                                 | 3:38,293 | Polska · Joanna Skowroń · Aneta Białkowska                                         | 3:39,968 | Niemcy · Manuela Mucke · Nadine Opgen-Rhein                                              | 3:40,172 |
| K-4 200 m    | Hiszpania · María Isabel García · Beatriz Manchón · Sonia Molanes · Teresa Portela | 34,317   | Węgry · Tímea Paksy · Szilvia Szabó · Kinga Bóta · Natasa Janics                   | 34,521   | Rosja · Olga Tiszczenko · Galina Porywajewa · Natalja Gulij · Marina Jacun               | 35,165   |
| K-4 500 m    | Węgry · Katalin Kovács · Szilvia Szabó · Erzsébet Viski · Kinga Bóta               | 1:30,765 | Hiszpania · María Isabel García · Beatriz Manchón · Sonia Molanes · Teresa Portela | 1:32,049 | Polska · Aneta Pastuszka · Joanna Skowroń · Karolina Sadalska · Aneta Białkowska         | 1:33,077 |
| K-4 1000 m   | Węgry · Tímea Paksy · Katalin Móni · Alexandra Keresztesi · Erzsébet Viski         | 3:21,280 | Rumunia · Florica Vulpeș · Lidia Rusănescu · Mariana Ciobanu · Alina Ciurescu      | 3:23,674 | Polska · Karolina Sadalska · Dorota Kuczkowska · Małgorzata Czajczyńska · Iwona Pyżalska | 3:26,500 |

## Klasyfikacja medalowa
| Miejsce | Państwo         | Złoto | Srebro | Brąz | Razem |
| ------- | --------------- | ----- | ------ | ---- | ----- |
| 1       | Węgry           | 10    | 7      | 2    | 19    |
| 2       | Rosja           | 4     | 2      | 4    | 10    |
| 3       | Niemcy          | 3     | 2      | 4    | 9     |
| 4       | Hiszpania       | 3     | 2      | 2    | 7     |
| 5       | Słowacja        | 3     | 1      | 0    | 4     |
| 6       | Polska          | 1     | 6      | 4    | 11    |
| 7       | Rumunia         | 1     | 3      | 2    | 6     |
| 8       | Szwecja         | 1     | 0      | 1    | 2     |
| 8       | Wielka Brytania | 1     | 0      | 1    | 2     |
| 10      | Włochy          | 0     | 2      | 1    | 3     |
| 11      | Bułgaria        | 0     | 1      | 2    | 3     |
| 11      | Czechy          | 0     | 1      | 2    | 3     |
| 13      | Litwa           | 0     | 0      | 1    | 1     |
| 13      | Norwegia        | 0     | 0      | 1    | 1     |
|         | Razem           | 27    | 27     | 27   | 81    |